# Double messieurs
Pour plus de détails, voir Fiche technique et Distribution.
Double messieurs est un film français réalisé par Jean-François Stévenin, sorti en 1986.

## Synopsis
François, Léo et Le Kuntch étaient amis lorsqu'ils étaient enfants. Vingt-cinq ans plus tard, François et Léo se retrouvent et partent à la recherche de leur ami.

## Fiche technique
- Titre : Double messieurs
- Réalisation : Jean-François Stévenin
- Scénario : Jackie Berroyer et Bruno Nuytten
- Montage : Yann Dedet
- Pays d'origine :  France
- Format : Couleurs - 35 mm
- Genre : comédie dramatique
- Durée : 90 minutes
- Date de sortie : 1986

## Distribution
- Jean-François Stévenin : François
- Yves Afonso : Roger dit Léo
- Carole Bouquet : Hélène
- Jean-Pierre Kohut-Svelko : Celui qu'elle a aimé - un metteur en scène de théâtre
- Dominique Sampieri : Le commissaire divisionnaire
- Serge Valesi : Le faux chinois, le vrai ami
- Pierre Edelman : Le journaliste
- Henri Baur : The caretaker
- Brigitte Roüan : L'épouse de François
- Jacqueline Dane : La maman de François
- Bernard Chemorin : Le frère de Léo
- Jean-Paul Bonnaire : L'Ouragan - un copain de Léo
- Jackie Berroyer : un collègue de François
- Serge Kuntchinski : J. P. Kountchinsky dit 'Le Kuntch'

## Anecdotes
Les sculptures en bois disposées autour de la piscine d'une maison qui sert de décor à une scène du film, sont de Jean Rosset, un sculpteur grenoblois qui vivait à Sainte-Agnès (Isère) dont le Musée d'Art contemporain de Lyon conserve plusieurs œuvres.
Le générique de fin annonce que le film est dédié à Jean-Pierre Rassam et à la fille du réalisateur, Salomé Stévenin.